# Dolina Łódki

Podział dawnej dzielnicy Widzew na osiedla administracyjne – wyszczególnione osiedle Dolina Łódki

Dolina Łódki – osiedle administracyjne (jednostka pomocnicza gminy) w północno-wschodniej części Łodzi, na terenie dawnej dzielnicy Widzew, zamieszkiwane przez 1783 osoby.

## Granice osiedla
Granice osiedla wyznaczają kolejno (zgodnie z kierunkiem wskazówek zegara):
- od północnego zachodu ul. Strykowska,
- od północnego wschodu ulice Okólna i Nad Niemnem,
- od wschodu ulice Hanuszkiewicza, Iglasta i Arniki,
- od południa ulice Hyrna, Dębowskiego, Rysy i Giewont,
- od zachodu ul. Giewont,
- od południa ul. Brzezińska,
- od południowego zachodu ul. Kierpcowa, rzeka Łódka i ul. Jarowa (w zupełności niewchodząca w skład osiedla[3]).

Swoim obszarem osiedle to obejmuje kilka mniejszych osiedli, na które podzielono Łódź dla potrzeb Systemu Informacji Miejskiej. Są to:
- Stare Moskule (w całości)
- Sikawa (na wschód od ul. Giewont)
- Stoki (między ulicami Bronisława Czecha a Hyrną)

Nazwa osiedla wiąże się z występowaniem na jego terenie źródeł rzeki Łódki, które wraz z kilkoma zasilającymi tę rzekę ciekami tworzą dolinę rzeczną.